# Jolien D'Hoore
Jolien D'Hoore (Gant, 14 de març de 1990) és una ciclista belga especialista en la pista encara que també destaca en carretera. Actualment milita a l'equip Wiggle High5. Ha guanyat quatre Campionats nacionals en ruta, i molts altres més en les diferents modalitats de la pista, entre elles un bronze als Jocs Olímpics de Rio de 2016 en Òmnium.

## Palmarès en pista
- 2007
  -  Campiona de Bèlgica en 500 m.
  -  Campiona de Bèlgica en Scratch
  -  Campiona de Bèlgica en Òmnium
  -  Campiona de Bèlgica en Velocitat
  -  Campiona de Bèlgica en Persecució per equips (amb Elke Vanderhauweraert i Annelies Van Doorslaer)
- 2008
  -  Campiona de Bèlgica en 500 m.
  -  Campiona de Bèlgica en Persecució
  -  Campiona de Bèlgica en Velocitat
  -  Campiona de Bèlgica en Persecució per equips (amb Kelly Druyts i Evelyn Arys)
  -  Campiona de Bèlgica en Velocitat per equips (amb Kelly Druyts)
- 2009
  -  Campiona de Bèlgica en 500 m.
  -  Campiona de Bèlgica en Persecució per equips (amb Kelly Druyts i Jessie Daams)
  -  Campiona de Bèlgica en Velocitat per equips (amb Kelly Druyts)
- 2010
  -  Campiona d'Europa sub-23 en Òmnium
  -  Campiona d'Europa sub-23 en Persecució per equips (amb Kelly Druyts i Jessie Daams)
  -  Campiona de Bèlgica en 500 m.
  -  Campiona de Bèlgica en Persecució
  -  Campiona de Bèlgica en Scratch
  -  Campiona de Bèlgica en Òmnium
  -  Campiona de Bèlgica en Persecució per equips (amb Kelly Druyts i Jessie Daams)
  -  Campiona de Bèlgica en Velocitat per equips (amb Kelly Druyts)
- 2012
  -  Campiona d'Europa sub-23 en Puntuació
  -  Campiona de Bèlgica en Òmnium
- 2014
  -  Campiona de Bèlgica en Òmnium
- 2015
  -  Campiona de Bèlgica en Òmnium
- 2016
  -  Medalla de bronze als Jocs Olímpics de Rio de Janeiro en Òmnium
  -  Campiona d'Europa de Madison (amb Lotte Kopecky)
  -  Campiona de Bèlgica en 500 m.
  -  Campiona de Bèlgica en Persecució
  -  Campiona de Bèlgica en Scratch
  -  Campiona de Bèlgica en Puntuació
- 2017
  -  Campiona del món en Madison (amb Lotte Kopecky)

### Resultats a laCopa del Món en pista
- 2014-2015
  - 1a a Guadalajara, en Òmnium
- 2015-2016
  - 1a a Hong Kong, en Puntuació
- 2017-2018
  - 1a a Pruszków, en Madison

## Palmarès en ruta
- 2008
  -  Campiona del món júnior en ruta
- 2012
  -  Campiona de Bèlgica en ruta
- 2013
  - 1a a la Dwars door de Westhoek
- 2014
  -  Campiona de Bèlgica en ruta
  - 1a al Diamond Tour
  - Vencedora de 2 etapes al BeNe Ladies Tour
  - Vencedora d'una etapa al Boels Ladies Tour
- 2015
  -  Campiona de Bèlgica en ruta
  - 1a al Diamond Tour
  - 1a al BeNe Ladies Tour i vencedora de 3 etapes
  - 1a a l'Omloop van het Hageland
  - 1a a l'Univé Tour de Drenthe
  - 1a a l'Open de Suède Vårgårda
  - Vencedora d'una etapa a l'Energiewacht Tour
  - Vencedora d'una etapa al The Women's Tour
  - Vencedora de 2 etapes al Boels Ladies Tour
- 2016
  - 1a al Diamond Tour
  - 1a al BeNe Ladies Tour i vencedora de 3 etapes
  - 1a a La Madrid Challenge by La Vuelta
  - Vencedora d'una etapa al Tour de Feminin-O cenu Českého Švýcarska
- 2017
  -  Campiona de Bèlgica en ruta
  - 1a a l'Omloop van het Hageland
  - 1a al Gran Premi de Dottignies
  - 1a al Tour de Chongming Island i vencedora de 2 etapes
  - 1a a La Madrid Challenge by La Vuelta
  - Vencedora d'una etapa al The Women's Tour
  - Vencedora d'una etapa al Giro d'Itàlia
  - Vencedora d'una etapa al Ladies Tour of Norway
  - Vencedora de 2 etapes a la Volta a Bèlgica
- 2018
  - 1a als Tres dies de De Panne
  - Vencedora d'una etapa al The Women's Tour
  - Vencedora de 2 etapes al Giro d'Itàlia